# Због тебе (албум Здравка Чолића)
Због тебе је трећи албум Здравка Чолића. Сниман је у децембру 1979. године а издат 1980. године. Издавачка кућа је Југотон а продуцент је Корнелије Ковач.

## Позадина
На Загребфесту 1977. године учествује песмом Живиш у облацима која је била и остала хит песма. Неколико месеци касније, тачније 1979. године, излази филм Пјевам дању, пјевам ноћу. Паралелно са филмом, објављена је сингл плоча Лош глас.
Након турнеје Путујући земљотрес, Чолић је био отишао на служење војног рока. Слике са војног рока су се појавиле на насловним странама широм тадашње СФРЈ. Војску је прво служио у Ваљеву; касније је војску служио у Београду, потом Пожаревцу.

## Песме
01. Писаћу јој писма дуга
Музика: Корнелије Ковач
Текст: Горан Бреговић
Аранжман: Корнелије Ковач
02. Због тебе
Музика: Ђорђе Балашевић
Текст: Ђорђе Балашевић
Аранжман: Корнелије Ковач
03. Смијем се без смисла
Музика: Корнелије Ковач
Текст: Споменка Ковач
Аранжман: Корнелије Ковач
04. Бар један плес
Музика: Горан Бреговић
Текст: Горан Бреговић
Аранжман: Горан Бреговић
05. Одвешћу те
Музика: Арсен Дедић
Текст: Арсен Дедић
Аранжман: Корнелије Ковач
06. Пусти пусти моду
Музика: Слободан Вујовић
Текст: Горан Бреговић
Аранжман: Корнелије Ковач
07. Пјеваћу за своју душу (живјећу за праве ствари)
Музика: Корнелије Ковач
Текст: Корнелије Ковач
Аранжман: Корнелије Ковач
08. Права ствар
Музика: Кемал Монтено
Текст: Арсен Дедић
Аранжман: Горан Бреговић
09. Срце је чудна звијерка
Музика: Корнелије Ковач
Текст: Душко Трифуновић
Аранжман: Корнелије Ковач
10. Пјесмо моја
Музика: Корнелије Ковач
Текст: Јован Јовановић Змај
Аранжман: Корнелије Ковач
11. Стари мој
Музика: Корнелије Ковач
Текст: Горан Бреговић
Аранжман: Корнелије Ковач, Горан Бреговић
Извор: